# 括線
括线（英語：Vinculum，意为“束缚、链条、连接”）是一条用于数学符号中的水平线，具有多种用途。它可以作为上划线或下划线，置于数学表达式的上方或下方，以将表达式的元素分组。在历史上，括线被广泛用于将元素组合在一起，尤其是在书写数学时使用，但在现代数学中，这种用途几乎完全被括号所取代。它还用于标示把罗马数字乘以一千的数值。不過，以括线表示循环小数的循环节部分卻是一个重要的例外，因為這正是它最初的用法。